# Tornade de 2013 à Moore
La tornade de 2013 à Moore désigne l'impact d'une tornade le 20 mai 2013, d'une intensité de type EF5 (320-340 km/h) lors de son passage dans la ville de Moore (Oklahoma), aux États-Unis, et dans ses zones connexes, tuant 24 personnes et en blessant 387 autres selon des estimations,,.
La tornade a également touché Newcastle et traversé la région très urbanisée de Moore. Elle aurait atteint à son maximum une largeur de 2 miles (environ 3 km),. Elle a détruit plus d'un millier de maisons et commerces, 2 écoles primaires et causés 2 milliards $US en dommages.

## Évolution météorologique

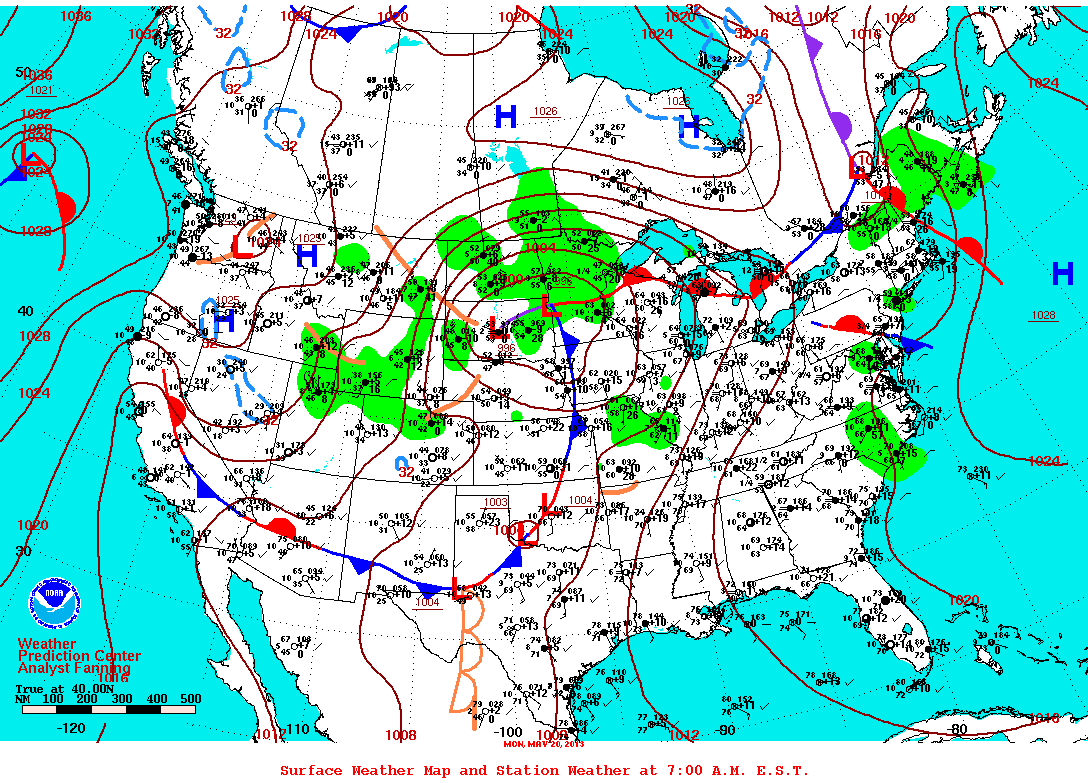
Carte d'analyse des systèmes météorologique le 20 mai 2013.

Le 20 mai 2013, un fort creux barométrique en altitude, relié à une dépression dans le Dakota du Sud, se déplaçait d’ouest en est sur les Grandes Plaines américaines. En même temps, un courant-jet d’intensité moyenne s’étendait du sud-ouest au nord-est sur le sud des montagnes Rocheuses et se déplaçait vers les monts Ozarks. De plus, un front froid marqué progressait vers l’est avec le creux en altitude. Finalement, un front de point de rosée, sur l’ouest de l’Oklahoma et le nord-ouest du Texas, permettait un soulèvement supplémentaire.
Ces déclencheurs passaient dans une masse d’air très instable ce qui était favorable au développement de forts orages lors du maximum de réchauffement diurne. Cette situation était déjà prévu depuis le 15 mai par le bureau du National Weather Service (NWS) à Norman (Oklahoma). Le Storm Prediction Center, centre de prévision des orages violents aux États-Unis, avait émis des bulletins prévoyant cette possibilité pour le sud des Grandes Plaines et le milieu de la vallée du fleuve Mississippi pour le 20 mai.
En après-midi, la température a atteint les 27 à , avec un point de rosée de 20 °C, sur les régions menacées, donnant un ample réservoir d’humidité et une énergie potentielle de convection disponible énorme de 3 500 à 5 000 J/kg (joules par kilogramme). De plus, un apport d’humidité provenant des restes de nuages convectifs de la nuit précédente et du matin, augmentait le potentiel dans les monts Ozarks et la vallée du Mississippi. Finalement, un cisaillement des vents de 40 à 50 nœuds entre la surface et les niveaux moyens de la troposphère, était pour permettre un regroupement des orages et leur intensification.
L’activité orageuse la plus violente était prévue pour l’Oklahoma et le Storm Prediction Center prévoyait le développement d’orages supercellaires, donnant de la grosse grêle et des tornades, possiblement extrêmes. Une veille de tornade, suivie fut émise à 13 h HAC pour les deux tiers de l’Oklahoma, le nord-ouest du Kansas et des portions du nord et du centre du Texas,.

Boucle d'images radar de la tornade de Moore où la « boule de débris » et l’écho en crochet sont bien visibles.

Dès 14 h HAC, l’orage qui a donné la tornade de Moore, s’est développé et le bureau du NWS de Norman a émis une alerte d’orage violent à 14 h 12 HAC. Ce bulletin était remplacé par une alerte de tornade à 14 h 40 HAC pour la région métropolitaine d’Oklahoma City. À 14 h 56 HAC, la tornade a touché le sol à environ 7 km de Newcastle (Oklahoma) dans le comté de Grady. Elle était encore assez faible avec une intensité de EF0. Se déplaçant vers le nord-est à travers le comté de McClain, elle a pris rapidement de la vigueur, atteignant EF4 à peine 10 minutes et 6,4 km de son lieu de formation, passant dans un secteur semi-rural/semi-résidentiel au nord de Newcastle.
À 15 h 1 HAC, une nouvelle alerte plus pressante et un bulletin d’urgence de tornade ont été émis pour la partie du sud de la région d’Oklahoma City, incluant Moore, alors que des chasseurs d’orages avaient appelé pour confirmer la présence de la tornade.
L’entonnoir nuageux traversa ensuite la Canadian River dans le comté de Cleveland endommageant fortement un pont désuet sur la route nationale 62 et projetant les débris de l’autre côté de Interstate 44. Une seconde intensité de EF4 a été noté juste à l’est de l’Interstate 44. La tornade a poursuivi son chemin directement vers Moore ensuite, suivant en gros la 149e rue d’Oklahoma City, tout en s’élargissant considérablement.
À ce moment-là, la tornade passait dans une zone rurale et diminua d’intensité pour être de force EF2-EF3 avant d’entrer dans une zone plus résidentielle. Cependant, à l’ouest de l’Interstate 35, deux sections de sa trajectoire ont montré des dommages de force EF4. Sur la ferme de la famille Orr, directement sur la trajectoire, entre 75 et 100 chevaux ont été tués et de nombreuses maisons ont été détruites aux alentours,. En entrant dans Moore, la tornade a atteint le niveau EF5 brièvement, détruisant l’école primaire Briarwood et des  maisons, tuant une femme également,,. Les vents à ce moment ont été estimés à 338 km/h,.
La tornade redescendit ensuite à la force EF4 et faucha tout sur son passage dans la zone résidentielle de Moore : école élémentaire de Plaza Towers (où 7 écoliers ont été tués), le centre médical de Moore, le cinéma Moore Warren, plus d'un millier de maisons et de commerces,,.
Finalement, en traversant l’Interstate 35 juste au sud de la route nationale 37, la tornade a diminué rapidement de largeur et traversa la partie est de Moore, causant encore des dommages,. Malgré tout, elle demeurait à la force EF4 mais commença à faiblir près de l’intersection de la 4e rue et Sunnylane Road. Finalement, l’entonnoir n’était plus qu’un mince cordon quand il se dissipa à environ 8 km à l’est de Moore à 15 h 35 HAC, près de l'intersection de Air Depot Drive et de la 119e rue sud, dans une zone rurale.

## Impact

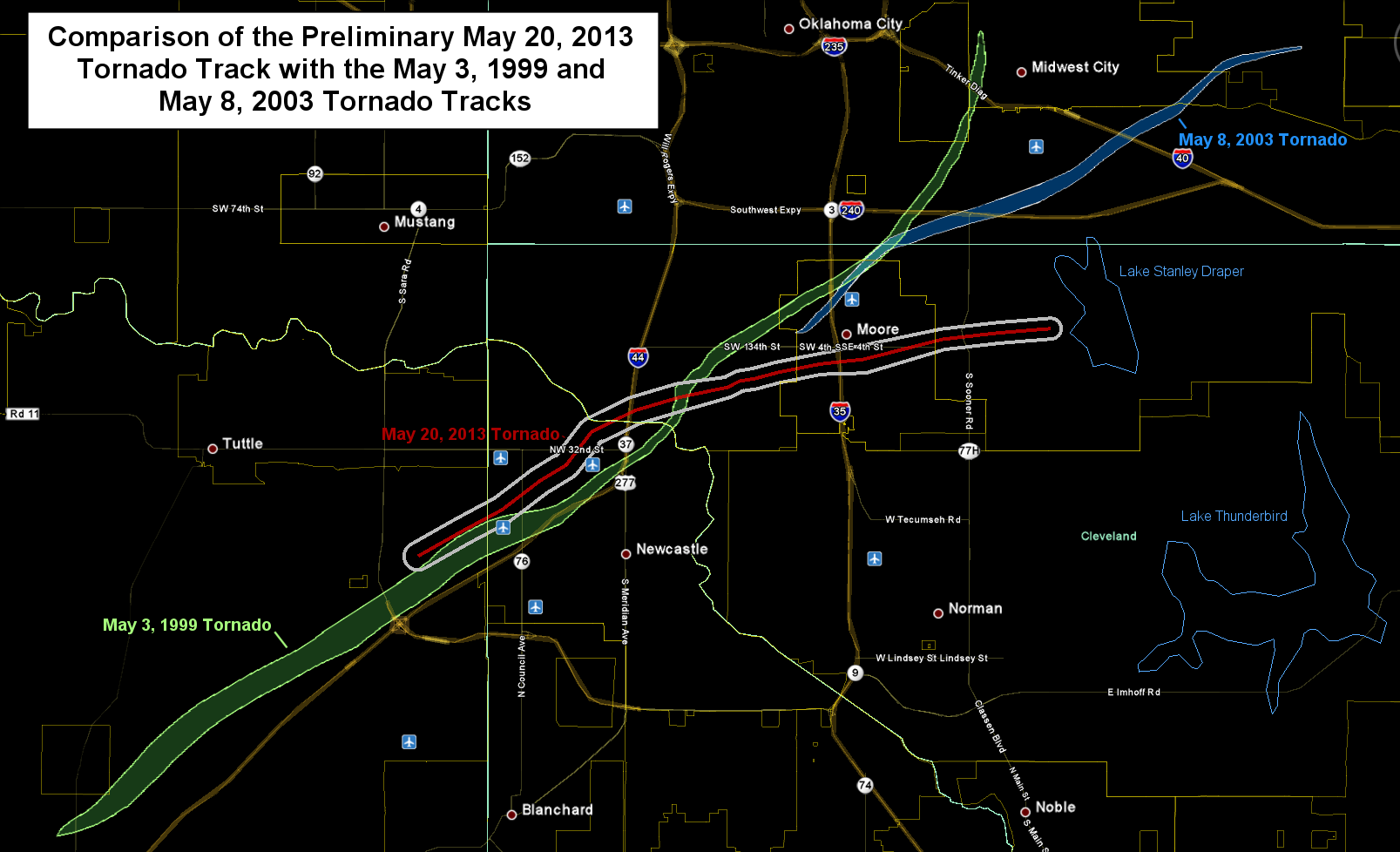
Comparaison entre la trajectoire de la tornade qui a frappé Moore en 1999 (verte), celle de 2003 (bleu) et celle de 2013 (rouge) selon le National Weather Service.

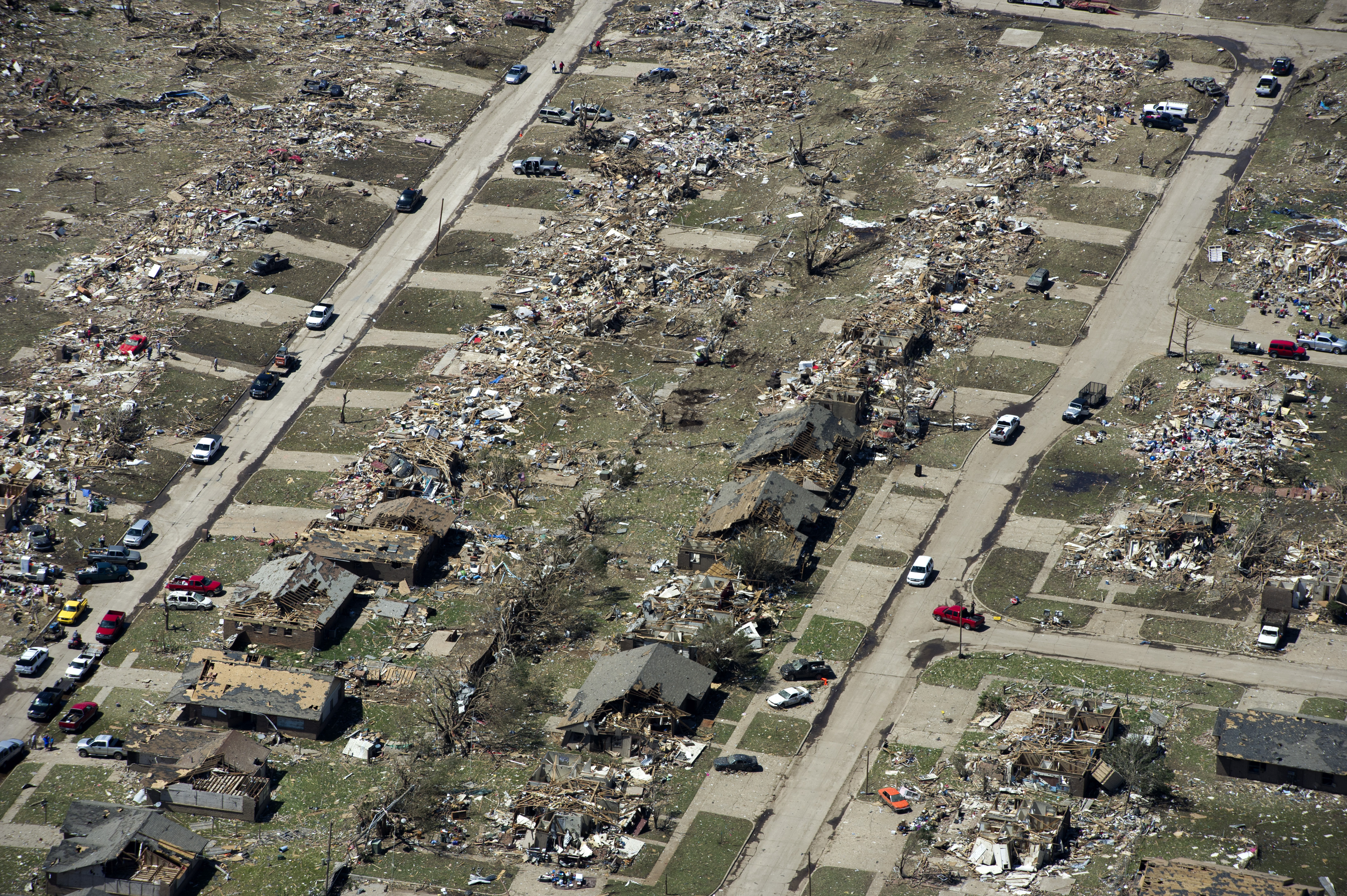
Corridor de destruction à Moore.

Sous la forme d'une tornade violente et géante, elle traverse donc la ville de Moore sous une intensité de EF4 à EF5 selon le National Weather Service lors de son passage à Norman (Oklahoma) ; la région de Moore est entièrement ravagée.
Des quartiers entiers ont été rasés. Des témoins ont décrit cette tornade comme un « mur de destruction géant » contrairement à une tornade classique,,.
Le centre médical de la ville a également été très lourdement endommagé, mais aucun blessé n'a été recensé. Trente patients ont dû être déplacés au centre hospitalier de Norman et dans un autre hôpital. Une grande partie des autoroutes a dû être fermée ; des débris dangereux y ont été projetés. Le 20 mai 2013, plus de 38 000 foyers subissent des coupures d'électricité en Oklahoma.

### Victimes
Durant la nuit du 20 et 21 mai, des rapports indiquaient environ quatre-vingt-onze blessés. Certains rapports préliminaires indiquèrent ainsi que vingt élèves et quelques professeurs avaient perdu la vie dans les deux écoles primaires de Briarwood et la Plaza Towers. Cependant, c'est finalement sept décès qui y ont été recensés,. Au matin du 21 mai, c'est plutôt vingt-quatre corps qui ont été recensés, dont dix enfants de moins de 10 ans, qui a été confirmé par le bureau du médecin légiste,,,.
Avec vingt-quatre morts au total, il s'agit de la tornade la plus meurtrière aux États-Unis depuis la tornade de Joplin dans le Missouri, laquelle a tué cent soixante-deux personnes en 2011 selon le National Weather Service. Des patients ont été transférés aux INTEGRIS Southwest Medical Center (en), Norman Regional Medical Center et au The Children's Hospital at OU Medical Center. Deux-cent-quarante-deux patients, dont cinquante-huit enfants, ont été soignés. Ce nombre a été rehaussé à 387 un peu plus tard.

## Aide et répercussions

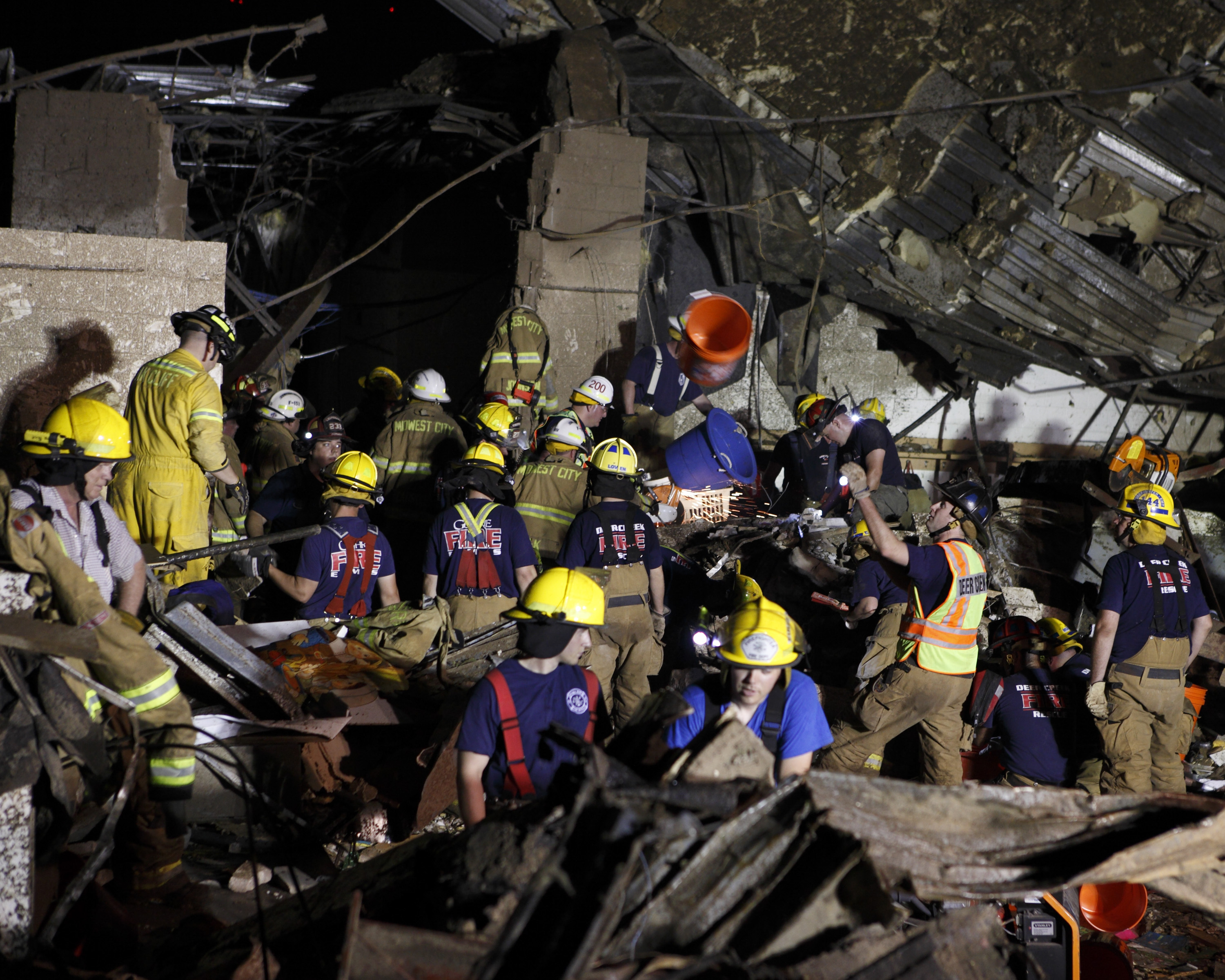
La Garde national de l'Oklahoma recherche les victimes dans les décombres.

### Intervention sur le terrain
La gouverneure Mary Fallin et des officiels de la ville de Moore décrètent l'état d'urgence lors d'une conférence de presse tenue à midi le 21 mai. Elle s'est entretenu avec le président Barack Obama, ce dernier lui a offert de l'aide lors d'un appel direct de son bureau. Il déclare rapidement l’état d'urgence, et offre de l'aide aux régions affectées. Les comtés spécifiquement touchés incluent Cleveland, Lincoln, McClain, Oklahoma et Pottawatomie.
La Federal Emergency Management Agency (FEMA) déploie des équipes de sauvetage-déblaiement sur place. La Garde national de l'Oklahoma a également été déployée. L’ONU a offert ses services et la Croix-Rouge canadienne a lancé une collecte d'argent et de médicaments pour la Croix-Rouge américaine,.

### Levées de fonds
À midi le 21 mai, le Sénat des États-Unis a observé une minute de silence pour les victimes. Plusieurs pays, et le pape François ont offert leur condoléances,,,.
Le United Methodist Committee on Relief, le Direct Relief International, Matt Kemp des Dodgers de Los Angeles, Kevin Durant du Thunder d'Oklahoma City, Continental Resources, Devon Energy, ONEOK, Koch Industries, Hobby Lobby et Carrie Underwood ont tous promis des sommes pour l'aide aux victimes,,,,,,,,.
Le 29 mai, le réseau NBC a annoncé la diffusion du concert « Healing in the Heartland: Relief Benefit Concert » organiser pour lever des fonds pour la reconstruction. Le spectacle organisé par le chanteur country Blake Shelton a mis en vedette Miranda Lambert, Vince Gill, Reba McEntire, Rascal Flatts, Usher, Darius Rucker et Luke Bryan et récolté 6 millions $US pour Centraide, section de l'Oklahoma.

### Dans les médias
L'épisode final de la troisième saison de l'émission de télévision Mike & Molly, intitulé « Windy City », n'a pas été diffusé le 20 mai parce le thème était une tornade frappant la ville de Chicago.
Le 2 juin, le Discovery Channel a diffusé un documentaire d'une heure sur la tornade, intitulé « Mile-Wide Tornado: Oklahoma Disaster ». Il décrit le phénomène de façon très complète et le compare à la tornade qui a frappé Moore en 1999.
Les chasseurs d'orage français de la chaîne Youtube Chroniques Chaotiques étaient sur place et ont filmé la tornade de Moore. C'est le sujet du 4e épisode de la saison 2 de leur série Rendez-Vous in Tornado Alley.

### Prévention
Cette même ville avait enregistré une des plus violentes tornades en 1999, détruisant plus de 1 000 édifices, mais l’État de l’Oklahoma n’inclut toujours pas l’obligation de construire un abri anti-tornade, un équipement dont les chercheurs ont prouvé l'efficacité, en 2013. Un tel abri ne coûte que quelques milliers de dollars par édifice, et protège même pour des vents de plus de 400 km/h. Ce n'est que depuis 2012 que l’Oklahoma offre 2 000 dollars aux propriétaires désirant s’équiper, mais les fonds sont attribués par un système de loterie et ne suffisent pas à la demande.
Le 22 mai, le maire Glenn Lewis de la ville de Moore a affirmé vouloir faire voter au plus tôt un règlement municipal forçant la construction d'abris anti-tornade pour toute nouvelle construction. Il disait avoir déjà 6 conseillers municipaux en faveur de ce règlement et devait en convaincre 4 autres.